# Orthoporidra compacta
Orthoporidra compacta is een mosdiertjessoort uit de familie van de Lekythoporidae. De wetenschappelijke naam van de soort is, als Orthopora compacta, voor het eerst geldig gepubliceerd in 1904 door Waters.